# Дивовижні історії (телесеріал, 2020)
«Дивовижні історії» (англ. Amazing Stories) — американський вебсеріал 2020 року, антологія фантастичних відеооповідань, заснована на однойменному телевізійному серіалі 1985 року, створеному Стівеном Спілбергом. Назва «Дивовижні історії» походить від назви першого науково-фантастичного журналу «Емейзін сторіз», що виходив у 1926—2005 роках.
Прем'єра мінісеріалу відбулася 6 березня 2020 року на стрімінговому вебсервісі Apple TV+. Виконавчі продюсери римейку — Стівен Спілберг, Едвард Кітсіс, Адам Горовіц, Дарріл Франк та Джастін Фальві.

## Список серій
| № | Назва                                      | Режисер        | Сценарист                   | Дата показу у США |
| --- | ------------------------------------------ | -------------- | --------------------------- | ----------------- |
| 1 | «Підвал» «The Cellar»                      | Кріс Лонг      | Джессіка Шарзер             | 6 березня 2020    |
| У випадкового мандрівника в часі (Ділан О'Браєн) за сто років у минулому зав'язується роман з жінкою (Вікторія Педретті). Також у головних ролях: Міка Сток, Саша Александер |                                            |                |                             |                   |
| 2 | «Спека» «The Heat»                         | Сільвен Вайт   | Чінака Годж                 | 13 березня 2020   |
| Після автонаїзду привид легкоатлетки (Гейлі Кілгор) розслідує її смерть і допомагає своїй кращій подрузі (Е'мірі Кратчфілд) готуватися на стипендію в коледжі. Також у головних ролях: Шейн Пол Макгі, Езана Алем |                                            |                |                             |                   |
| 3 | «Диномен і Вольт!» «Dynoman and the Volt!» | Сузанна Фогель | Пітер Акерман               | 20 березня 2020   |
| Дідусь (Роберт Форстер) отримує кільце супергероя, яке він замовив поштою 60 років тому, що дозволяє йому стати героєм для свого онука, одержимого коміксами (Тайлер Крамлі). Також у головних ролях: Кайл Борнгаймер. Присвячується Форстеру, який помер у жовтні 2019 року. |                                            |                |                             |                   |
| 4 | «Ознаки життя» «Signs of Life»             | Майкл Діннер   | Лія Фонг                    | 27 березня 2020   |
| Сара (Мішель Вілсон) прокидається від шестирічної коми з втратою пам’яті та дивною поведінкою. Її доросла дочка Алія (Саша Лейн), що відчуває труднощі після того, як кинула школу, виявляє, що Сара пов’язана з іншими подібними випадками. Також у головних ролях: Джош Голловей |                                            |                |                             |                   |
| 5 | «Розрив» «The Rift»                        | Марк Майлод    | Дон Гендфілд, Річард Рейнер | 27 березня 2020   |
| Під Дейтоном, штат Огайо, розбився винищувач часів Другої світової війни. Перехожа Мері Енн (Керрі Біше) рятує пілота, лейтенанта Теодора Коула (Остін Стовелл), і дізнається, що його збили над Бірмою. Мері Енн та її пасинок Елайджа (Дункан Джойнер) захищають Коула, оскільки його переслідують федеральні агенти, які вважають, що його присутність є поганою ознакою. Також у головних ролях: Едвард Бернс, Джуліана Кенфілд. Адаптовано з однойменного графічного роману 2017 року. |                                            |                |                             |                   |

## Виробництво

### Розробка
23 жовтня 2015 року було оголошено, що NBC розробляє перезавантаження телесеріалу-антології 1985 року «Дивовижні історії», створеного Стівеном Спілбергом. Очікувалося, що Браян Фуллер напише пілотний епізод і стане виконавчим продюсером разом з Джастіном Фалві та Деррілом Френком. Планувалося залучення продюсерської компанії Universal Television. У той момент участь Спілберга в розробці ребуту не очікувалася. 
10 жовтня 2017 року стало відомо, що Apple Inc. дала замовлення серіалу на перший сезон з десяти серій. Згодом оголосили, що Amblin Television візьмуть роль додаткової виробничої компанії для серіалу. 
7 лютого 2018 року повідомлялося, що Фуллер пішов з посади шоуранера серіалу через творчі розбіжності. Було незрозуміло, чи буде Фуллер виконувати іншу роль у виробництві, але точно було відомо, що він не надав сценарій Apple до свого від’їзду. Пізніше того ж дня також оголосили, що виконавчий продюсер Гарт Генсон також залишає серіал. 22 травня 2018 року було оголошено, що Едвард Кітсіс і Адам Горовіц приєдналися до виробництва як виконавчі продюсери та шоуранери. 4 грудня 2018 року повідомлялося, що Марк Майлод буде режисером одного з епізодів серіалу, а продюсером буде Едвард Бернс.

### Кастинг
4 грудня 2018 року було оголошено, що Едвард Бернс, Остін Стовелл і Керрі Біше будуть зніматися у спільному епізоді. 11 жовтня 2019 року стало відомо, що Роберт Форстер з'явиться в шоу в епізоді «Диномен і Вольт!», і це стане його останньою роллю після його смерті. 19 січня 2020 року Ділан О'Браєн, Вікторія Педретті, Джош Голловей та Саша Александер також офіційно долучилися до касту шоу.

### Зйомки
Основні зйомки серіалу почалися в листопаді 2018 року в Джорджії, США. Зйомки проходили в різних місцях штату, включаючи Альто, Форсайт, Гріффін, авіабазу Доббінс і центр Атланти. У грудні 2018 року серіал знімали в Санді-Спрингс, Смирна, Кірквуд і Флавері-Бранч. У січні 2019 року серіал розроблявся в Атланті, включаючи театр Starlight Drive-In, кампус Університету Еморі в Брайркліффі та Centennial Olympic Park.

## Відгуки та сприйняття
На Rotten Tomatoes серіал має рейтинг схвалення 40% на основі 35 оглядів із середнім рейтингом 5,07/10. Критичний консенсус вебсайту стверджує: «Хоча прагнення „Дивовижних історій“ викликають захоплення, це більше схоже на відновлення застарілого, ніж на щире перезавантаження». На Metacritic він має середню оцінку 51 із 100, на основі 14 рецензій, що вказує на "змішані або середні відгуки". «Дивовижні історії» було номіновано на премію «Сатурн» за «найкращу телевізійну презентацію (до 10 епізодів)».